# 스트랭퍼드 아폴로상
스트랭퍼드 아폴로상(영어: Strangford Apollo)은 고대 그리스의 소년상이다. 파리안 대리석으로 제작되어 팔다리가 없는 모습으로 전해지고 있는 이 조각상의 제작연대는 기원전 500년~490년경으로 거슬러 올라간다. 연대로만 따지면 코우로스형 조각상의 마지막 사례로 여겨지지만, 반대로 고전기 조각상의 최초 사례 중 하나로 언급되기도 한다.
영국의 제8대 스트랭퍼드 자작 퍼시 스마이스의 소장품 중 하나였으며, 1864년 런던의 대영박물관에서 구입하여 현재까지 소장하고 있다.

## 상세
스트랭퍼드 아폴로상은 앞을 바라보며 두 다리로 균형을 잡고 있는 자세다. 오른쪽 다리는 약간 뒤로, 왼쪽은 약간 앞으로 무릎을 구부리고 있다. 윗팔 두 개는 접혀져 있었으며, 다른 조각부와의 접합 흔적은 발견되지 않아 팔이 몸에서 떨어져 있는 자세였던 것으로 추정된다.
두형은 정사각형이며 얼굴은 짧고 넓다. 머리카락은 두 줄의 나선형 묶음머리로 이마를 가로질러 아치형으로 꾸민 모습이다. 머리카락에는 다섯 개의 구멍이 뚫려 있는데 하나는 이마 중앙에, 하나는 오른쪽 귀 위에, 두 개는 왼쪽 위에, 마지막으로 큰 구멍이 머리 꼭대기에 뚫려 있다. 겨드랑이 아래에는 갈비뼈가 양각으로 명확하게 조각되어 있으며 뒤쪽을 향하고 있다. 하복부는 상당히 긴데 배꼽은 높게 위치해 있으며 눈 모양을 띄고 있다. 등은 굽은 허리와 묵직한 엉덩이를 갖추고 있으며, 다리는 허벅지 근육이 과장되어 표현되었고, 슬개골이 세심하게 조각되어 있다.